# Benthophilus durrelli
Benthophilus durrelli är en fiskart som beskrevs av Boldyrev och Bogutskaya 2004. Benthophilus durrelli ingår i släktet Benthophilus och familjen smörbultsfiskar. IUCN kategoriserar arten globalt som livskraftig. Inga underarter finns listade.

## Bildgalleri

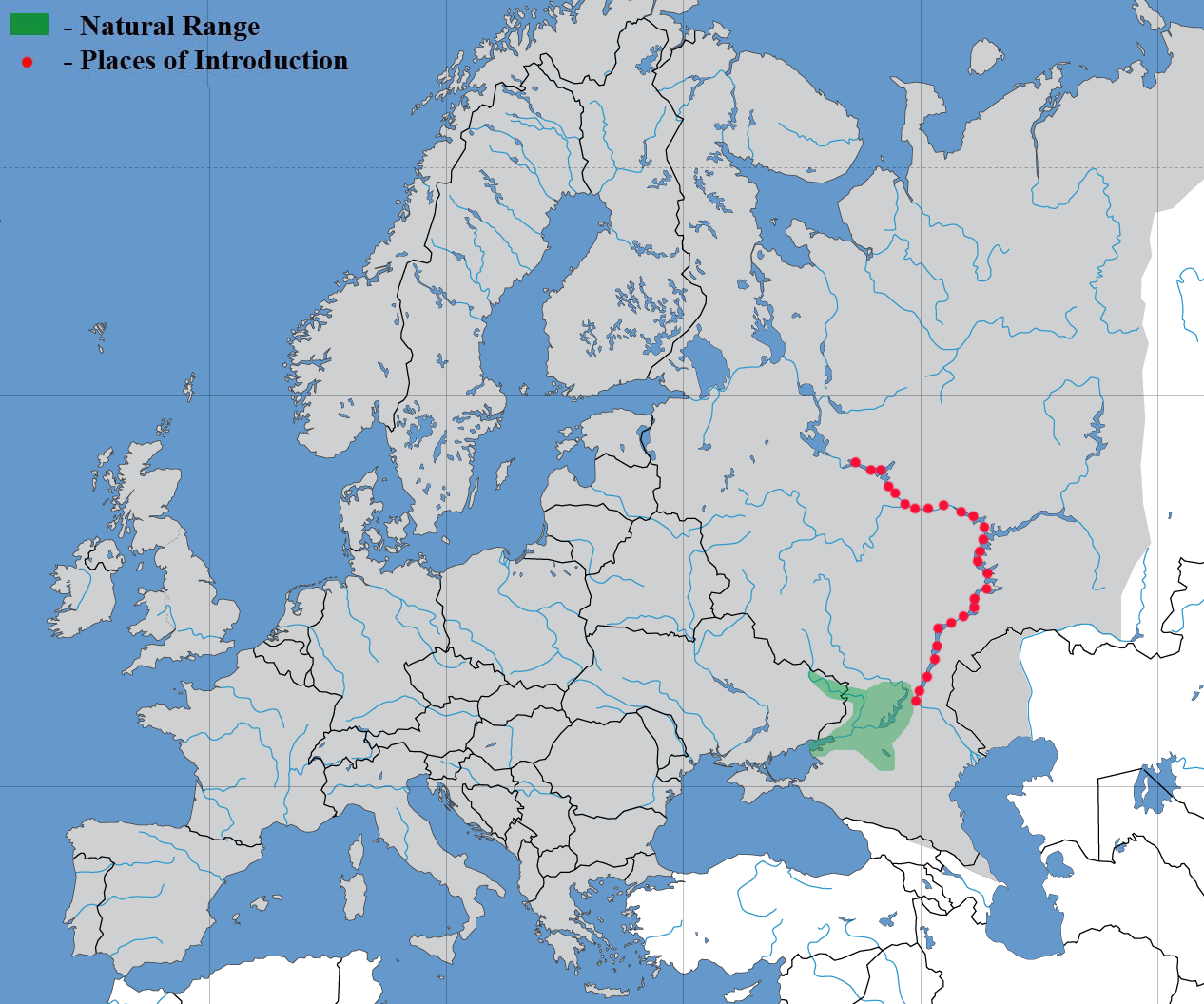